# Goierri
Pour les articles homonymes, voir Goierri (homonymie).
Goierri est une comarque de la province du Guipuscoa, dans la Communauté autonome basque en Espagne.
Le Goierri est une comarque du territoire historique du Guipuscoa. Il se trouve dans la partie sud orientale de la province, limitée au sud avec la Navarre et l'Alava, à l'ouest avec le Debagoiena et au nord avec les comarques d'Urola Kosta et au nord-est avec celle de Tolosaldea.

## Étymologie
Le terme goierri ou goiherri signifie « pays d'en haut » et c'est la dénomination traditionnelle avec laquelle est appelé le haut bassin de la rivière Oria, en opposition avec le Beterri (pays d'en bas) qui est le bassin inférieur de cette rivière. Dans le sens strict le Goierri est par conséquent la comarque qui comprend le bassin supérieur de la rivière Oria. il est formé par 17 communes avec une population d'un peu moins de 40 000 habitants et possède une extension de quelque 250 km2.
Toutefois, dans un sens plus vaste, en parlant du Goierri, on englobe parfois généralement aussi le bassin supérieur de la vallée voisine de l'Urola, c'est-à-dire le secteur ou le sous-secteur de l'Urola Garaia. L'Urola Garaia est formé de quatre communes, avec une extension de 100 km2 et une population qui dépasse légèrement les 25 000 habitants.
Du fait qu'au Pays basque les comarques ne sont pas délimités officiellement, en parlant du Goierri il peut faire référence à chacun des deux termes précédemment mentionnés. Les communes de l'Urola Garaia et du Goierri partageant quelques services (par exemple la Mancomunidad de Sasieta qui se charge du ramassage des ordures), mais possèdent d'autres fédérations différenciées, comme agences tourisme et développement régional séparés.

## Géographie
Le Goierri est formé géographiquement deux par vallées, celui de l'Oria et celui de l'Urola, le premier étant plus vaste et le second assez étroit.
Dans la vallée de l'Oria on trouve les villes Itsasondo, Ordizia, Beasain, les quartiers d'Iurre de Olaberria, Segura et de Zegama. Les vallées des affluents de l'Oria sont assez importantes, dans la vallée qui forme le courant Zaldibia se trouve la ville homonyme, dans celui de l'Agauntza on trouve Lazkao et Ataun, dans celui du courant Ursuaran Zaldibia et dans celle de l'Estanda, se trouve Ormaiztegi. La vallée de l'Estanda et celle de son tributaire, Santa Lucia, forment un couloir qui relie la vallée de l'Oria avec celle de l'Urola. La vallée de l'Oria est un important axe de communications, puisqu'elle est traversée par la voie ferrée de la RENFE (équivalent espagnol de la SNCF) Madrid-Irun et l'autovia A-1 (ancienne N-1 Madrid-Irun).
Le haut bassin de l'Urola forme une vallée encaissée et étroite. Il forme une des vallées les plus isolées et des moins accessibles de Guipuscoa. Paradoxalement, elle compte avec une sortie plus facile vers la vallée de l'Oria que vers le bassin moyen de l'Urola. La ligne ferroviaire Madrid-Irun a été tracée il y a déjà plus d'un siècle en entrant en Guipuscoa par la vallée de l'Urola et étant reliée avec celle de l'Oria par le biais du corridor de Santa Lucía-Estanda. Actuellement un autorail unit Zumarraga avec Beasain, tout cela a contribué à renforcer les liens entre ces deux vallées.
La comarque groupe des zones fortement urbanisées et industrialisées avec d'autres à caractère rural. Parmi les premières, il faut souligner dans la vallée de l'Oria l'urbanisation commune Beasain-Ordizia-Lazcano, des localités qui forment presque une urbanisation continue et qui ajoutent une population conjointe de 25 000 habitants. Dans l'Urola Garaia, l'urbanisation commune de Zumarraga-Urretxu-Legazpi avec une population qui avoisine aussi les 25 000 habitants.

## Activités économiques
La principale activité économique du secteur est l'industrie, axée sur le secteur sidéro-métallurgique. La principale entreprise du secteur est Construcciones y auxiliar de ferrocarriles (CAF), une entreprise plus que centenaire située à Beasain et consacrée à la fabrication de wagons et voitures pour trains et métros. CAF compte presque deux mille travailleurs et c'est le principal moteur économique du Goierri. D'autres entreprises industrielles d'importance dans le Goierri sont la coopérative Irizar d'Ormáiztegui qui se consacre à la carrosserie d'autobus et qui dispose de plusieurs usines à l'étranger. L'usine sidérurgique Arcelor à Olaberria. La coopérative Orkli d'Ordizia qui est consacrée à la fabrication de valves, Indar de Beasain qui fabrique des machines électriques, la fonderie Ampo d'Idiazabal, fonderies de l'Estanda de Beasain ou grues Jaso d'Idiazabal.
L'Urola Garaia était un sous-secteur qui vivait presque totalement de l'industrie sidérurgique. Dans les années 1980, cette industrie a souffert d'une forte reconversion qui a durement affecté l'économie locale. Actuellement, elle continue à avoir une grande importance. À souligner GSB de Legazpi et l'usine d'Arcelor à Zumarraga, ainsi que l'importante entreprise Bellota Herramientas de Legazpi qui fabrique des outils manuels.
Le secteur des services occupe la plus grande partie de la population active, mais a un poids inférieur dans l'économie locale que d'autres comarques basques étant donné le grand poids de l'industrie dans cette région. Les têtes régionales au niveau du commerce et des services sont principalement Beasain et Zumarraga.
L'agriculture et l'élevage sont des activités économiques plutôt marginales et occupent seulement une partie significative de la population dans les petites communes rurales de la comarque. 
Dans le domaine du tourisme, Goierri est la « destination européenne d’excellence » sélectionnée pour l’Espagne, à l'issue de la session de 2015 du concours européen pour l’excellence dans le domaine touristique, organisé dans le cadre du projet EDEN encourageant les modèles de développement d'un tourisme durable, et qui récompense une destination par pays participant. (Le thème du concours cette année-là est : « Le tourisme et la gastronomie locale »). 

## Communes
| - Altzaga - Arama - Ataun - Beasain - Zegama - Zerain | - Ezkio-Itsaso - Gabiria - Gaintza - Idiazabal - Itsasondo - Lazkao | - Legazpi - Mutiloa - Olaberria - Ormaiztegi - Segura - Ordizia | - Urretxu - Zaldibia - Zumarraga - Parzonería General de Guipúzcoa y Álava - Parzonería Menor de Guipúzcoa - Mancomunidad de Enirio-Aralar |